# 非維管植物
非維管植物（non-vascular plant）又称非维管束植物，是對沒有維管束（木質部和韌皮部）的植物（包括綠藻）的總稱。雖然非維管束植物缺乏此類特殊的組織，但一部份的非維管束植物會有特化來在體內輸送水份的組織。
非維管束植物沒有根莖葉等器具，因為此類結構是由含有維管束來定義的。地錢的裂片可能看起來很像葉子，但因為它們沒有木質部或韌皮部，所以不是真正的葉子。同樣地，苔蘚和藻類也沒有此類組織。

## 類群
非維管束植物已不再使用於科學分類法上。非維管束植物包含了相距遙遠的兩種類群：
- 苔蘚植物－苔蘚植物門、地錢門和角苔門。在此類群中，植物的主要部份為單倍體的配子體，只有少部份的雙倍體孢子體則以孢子囊附在配子體上。因為此類植物缺乏輸送水份的組織，它們無法達到大多數維管束植物的結構複雜度及尺寸大小。
- 藻類－尤其是綠藻。現今的研究已證實了藻類確實包括了數個不相關的類群。因為生活在水中和可行光合作用等相同的性質使得人們誤以為它們有相近的關係。只是綠藻仍然被認為是植物的一部份。

以往「非維管束植物」這一詞包括所有的藻類，甚至也包含了真菌。但到了今日，人們已知道這些類群和植物之間並不很相近，且有著極不同的生態。

## 另見
- 維管束植物

## 外部連結
- Cartage.org.lb